# وینی بیانییما

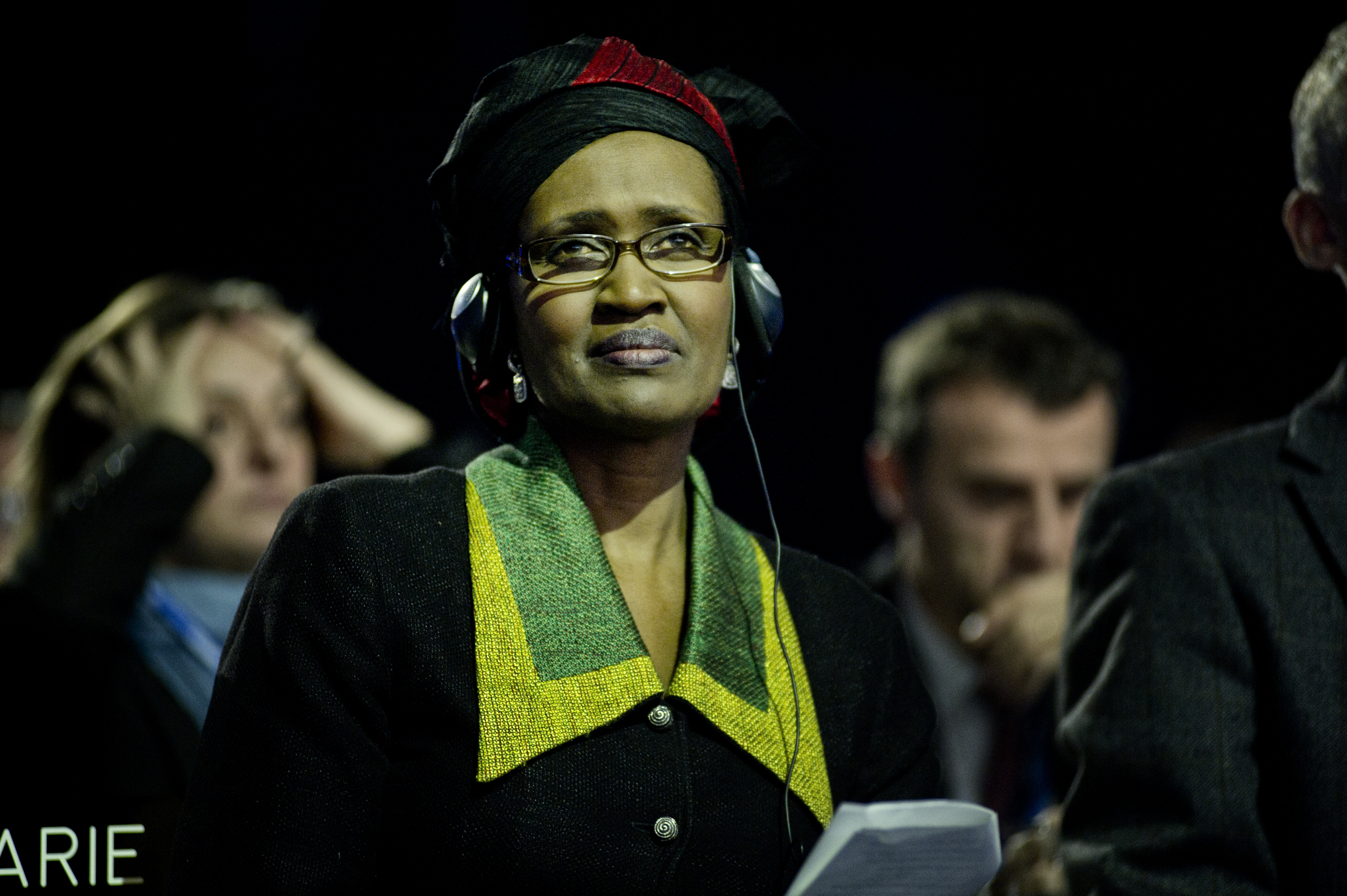

وینی بیانییما (انگلیسی: Winnie Byanyima؛ زادهٔ ۱۳ ژانویهٔ ۱۹۵۹) کارآفرین، بازرگان، سیاست‌مدار، دیپلمات و مدیر ارشد اجرایی اوگاندایی است، که در حال حاضر به‌عنوان مدیر عامل اجرایی آکسفام فعالیت می‌کند.